# Мадатов, Григорий Яковлевич
Григо́рий Я́ковлевич Мада́тов (3 апреля 1898, Баку — 14 марта 1968, Москва) — советский флейтист и педагог.

## Биография
Родился в семье любителей музыки, где все пятеро детей с детства учились играть на различных инструментах, и практически все стали впоследствии профессиональными музыкантами (брат — Сергей Яковлевич Мадатов — скрипач, концертмейстер Большого театра, Нина Яковлевна Мадатова — пианистка, профессор Бакинской консерватории). Первые уроки музыки получил у своей матери, хорошо игравшей на фортепиано. Отец подарил мальчику флейту, и он её сам освоил.
По окончании гимназии, учился в Бакинском коммерческом училище, где играл в школьном оркестре. Параллельно учился в музыкальной школе на флейте у преподавателя Шефлинга. В 1914 г. взял несколько уроков у В. Н. Цыбина, который находился в Баку проездом на гастролях оркестра.
«Каждый урок продолжался не менее полутора часов. Причём В. Цыбин играл мне всё, что задавал, начиная со звуковых упражнений, гамм, арпеджио, трезвучий и концертных пьес. Двухмесячное ежедневное общение с В. Цыбиным было для меня истинным наслаждением и большой школой. Советы В. Цыбина сохранились в памяти на всю жизнь. После третьего урока В. Цыбин рекомендовал меня в оркестр на третью флейту, куда я и был принят после испытаний».
Вскоре поступил в Петербургскую консерваторию в класс В. Н. Цыбина, с 1916 г. учился у В. Кречмана в Московской консерватории.
С 1919 по 1937 гг. — солист Азербайджанского театра оперы и балета и преподавал в Бакинской консерватории. С 1936 г., года основания, — директор Бакинской филармонии. С 1937 г. — солист симфонического оркестра Грузии. В Тбилиси также занимался организацией концертов и приобрёл репутацию блестящего администратора. За его активную творческую и организаторскую деятельность в Грузии в те годы, был удостоен звания «Заслуженный деятель искусств Грузинской ССР».
С 1944 г. переехал в Москву, где стал солистом Большого симфонического оркестра Всесоюзного Радио и преподавал в учебных заведениях им. Гнесиных (академии, школе и училище). Среди учеников в частности Марина Ворожцова, Надежда Селезнёва и др.

## Творческая деятельность
Играл на деревянной (из эбенового дерева) флейте Otto Moritz Mönnig, в Москве был известен его полный, большой — «мадатовский» — звук. Дмитрий Шостакович писал об игре Мадатова:
«Мадатов является, по моему глубокому убеждению, лучшим флейтистом в нашей стране. Удивительная красота звука, редкая музыкальность, проникновенное исполнение — всё это доставляет слушателям огромное наслаждение».
Исполнял и записывал камерную музыку с Давидом Ойстрахом, Львом Обориным, Верой Дуловой и многими другими известными музыкантами.
В сотрудничестве с Юлием Ягудиным выпустил серию сборников пьес педагогического репертуара музыкальной школы из 10 выпусков и репертуара училища из 9 выпусков, куда вошли пьесы зарубежных, русских и советских композиторов. Составитель изданного в начале 50-х годов сборника «Оркестровых трудностей для флейты», в который вошли отрывки симфонических и балетных произведений Чайковского и Глазунова.